# All Night (R3hab e Sophie and the Giants)
All Night è un singolo del DJ e produttore discografico neerlandese R3hab e della cantante britannica Sophie and the Giants, pubblicato il 23 agosto 2024.

## Descrizione
In occasione dell'uscita del brano, l'autore Fadil El Ghoul (in arte R3hab) ha commentato: «All Night parla di lasciarsi andare, inseguire le emozioni e celebrare la vita giorno e notte». Il brano contiene un campionamento della canzone del 2001 All Rise del gruppo musicale britannico Blue.

## Tracce
Testi e musiche di Lewis Hughes, Skinny Days, Joren van der Voort, Fadil El Ghoul, Dimitri Tikovoi.
1. All Night – 2:01